# Camou-Cihigue
Camou-Cihigue é uma comuna francesa na região administrativa da Nova Aquitânia, no departamento dos Pirenéus Atlânticos. Estende-se por uma área de 9,92 km². Em 2010 a comuna tinha 104 habitantes (densidade: 10,5 hab./km²).